# Poésies (Mallarmé)
Pour les articles homonymes, voir Poésies.
Poésies est un recueil de poésies de Stéphane Mallarmé, publié en 1887 aux éditions Deman.

## Publications
Le recueil est édité pour la première fois en 1887. Deux autres éditions augmentées sortent en 1899 et 1913. 

## Si tu veux nous nous aimerons
Parmi quelques-uns des poèmes les plus connus de Mallarmé, tels que Apparition, Brise Marine, Le vierge, le vivace et le bel aujourd’hui et Le Tombeau d’Edgar Poe, il contient ce rondel, paru sous forme de vers autographes dans la revue La Plume en février 1896 :

## Éditions
- Les Poésies de S. Mallarmé  (ill. Félicien Rops), Bruxelles, Edmond Deman, libraire, 1899 (lire sur Wikisource)
- Poésies, Paris, Nouvelle Revue française, 1914, 8e éd. (lire sur Wikisource)